# Thuidium loricalycinum
Thuidium loricalycinum är en bladmossart som beskrevs av Kindberg 1891. Thuidium loricalycinum ingår i släktet tujamossor, och familjen Thuidiaceae. Inga underarter finns listade i Catalogue of Life.